# رانيا السبع
رانيا السبع (24 مارس 1974- ) عارضة أزياء ومقدمة برامج لبنانية.

## حياتها الخاصة
ولدت رانيا في بيروت، درست فن التواصل تخصص إذاعة وتلفزيون، بجامعة إن دي يو اللويزة ذوق مصبح ،بدأت في مجال عروض الأزياء منذ أن كانت في سن الخامسة عشرة ، أشيع خبر خطوبتها من الإعلامي نيشان ديرهاروتيونيان لكنه لم يكن صحيحا.

## مشوارها المهني

### إنطلاقتها مع شبكة راديو وتلفزيون العرب A.R.T.
بدأت مشوارها على شاشة التلفزيون عام 1998 حين شاركت في الفوازير الرمضانية التي حملت عنوان فوازير أبواببمشاركة الممثل السوري غزوان الصفدي التي أنتجتها شبكة راديو وتلفزيون العرب. في العام 1999 وقع اختيار المخرج حسين دعيبس عليها لتشارك الفنان كاظم الساهر في فيديو كليب أنا وليلى الذي أنتجته وعرضته قناة art الموسيقى. عرض عليها العمل في قناة art الموسيقى فبدأت بربط الفقرات بعدها طلب منها تقديم العديد من البرامج وأهمها يوم في حياتي  كانت تمضي يوما كاملا فيه مع الفنان للتعرف عن حياته عن قرب. قامت أيضا بتغطية أهم المهرجانات العربية مثل هلا فبراير2000 وأول مذيعة للقناة تقدمه. قامت بتغطية مهرجان أغادير في المغرب أجرت خلاله العديد من المقابلات مع كبار نجوم الغناء في العالم العربي عام 2001. بقيت تعمل في المحطة شهر يونيو 2003 عندما أشترى الأمير الوليد بن طلال المحطة وحولها إلى روتانا موسيقى.

### عملها في روتانا
بعد انتقالها لشاشة روتانا موسيقى بدأت بتقديم نشرة آخر الأخبار التي كانت رئيسة تحريرها جومانا بو عيد في العام 2008 شاركت سلطان الطرب جورج وسوف فيديو كليب سبت الدنيا من إخراج وليد ناصيف، عام 2010 توقفت روتانا عن إنتاج البرامج وإنتقلت رانيا إلى فرع الشركة في دبي للعمل في قسم التسويق إضافة لتقديمها حفلات هلا فبراير 

## البرامج التي قدمتها
| البرنامج                                                        | عرض على                     | العام      |
| --------------------------------------------------------------- | --------------------------- | ---------- |
| فوازير أبواب                                                    | art المنوعات                | 1998       |
| إهداءات                                                         | art الموسيقى                | 1999       |
| طلبها وسمعها                                                    | art الموسيقى                | 2000-2003  |
| يوم في حياتي                                                    | art الموسيقى                | 2003       |
| رانيا والنجوم                                                   | art الموسيقى                | رمضان 2001 |
| خيمة رمضان                                                      | art الموسيقى                | 2002-2003  |
| حفلات هلا فبراير،ذوق مكايل، أغادير،مارينا،باريس، كان ،شرم الشيخ | art الموسيقى، روتانا موسيقى | 2001-2010  |
| أخر الأخبار                                                     | روتانا موسيقى               | 2003-2010  |